# Zaventem
Zaventem è un comune belga di 29 500 abitanti nelle Fiandre (Brabante Fiammingo).

## Storia
L'antico nome della municipalità era Saventhem.

## Geografia fisica
La cittadina è situata nella periferia settentrionale di Bruxelles, di cui è parte dell'area metropolitana e con la quale è conurbata.

## Infrastrutture e trasporti
Nel territorio comunale, al confine con quello di Bruxelles, è situato l'Aeroporto di Bruxelles-Zaventem (Chiamato anche Bruxelles-National / Brussel-Nationaal). A livello ferroviario Zaventem conta 2 stazioni comprese nell'ambito della ferrovia suburbana della capitale belga. Esse sono Zaventem (sulla linea per Liegi) e Bruxelles National (servente l'aeroporto). Anche a livello autostradale Zaventem si trova in posizione favorevole e ben collegata alla rete, proprio grazie alla vicinanza con Bruxelles.

## Amministrazione

### Gemellaggi
- Blankenheim
- Kronberg im Taunus
- Availles-Limouzine